# Akcijski kapital
Akcijski kapital korporacije (engl. capital stock) deo je korporacijskog kapitala koji je dobijen izdavanjem akcija akcionaru u korporaciji, obično za gotovinu.
U strogom računovodstvenom smislu, akcijski kapital predstavlja nominalnu vrednost izdatih akcija (tj, zbir njihovih nominalnih vrednosti, kao što je i naznačeno na sertifikatima akcija). Ako je cena raspodele akcija veća od njihove nominalne vednosti, kao npr. u pitanju prava, za deonice je rečeno da se prodaju po premiji(drugačije nazvano i dobit po akciji/dividenda, dodatni uplaćeni kapital ili uplaćeni kapital veći od nominalne vrednosti). Uglavnom, akcijski kapital je ukupan iznos pomenutog nominalnog akcijskog kapitala i dodatnog uplaćenog kapitala. Nasuprot tome, kada su akcije izdate za manje od nominalne vrednosti, za njih se kaže da su izdate sa popustom ili da su delimično plaćene.
Ponekad se akcije daju u zamenu za bezgotovinsko plaćanje, najčešće kada kompanija A stekne kompaniju B za akcije. Ovde se akcijski kapital povećava na nominalnu vrednost novih akcija, a rezerva za ovo spajanje se povećava na bilans cene kompanije B. 
Osim svog značenja u računovodstvu koje smo opisali u prethodnom tekstu, “akcijski kapital” takođe može opisati broj i vrstu akcija koje čine strukturu deonica kompanije. Kao primer različitog značenja: kompanija može da ima “izvanredan akcijski kapital” od 500.000 akcija; za njih je dobila ukupno 2 miliona dolara, što je u bilansu stanja “akcijski kapital”. 
Sa pravnim aspektima akcijskog kapitala se uglavnom bavimo u sistemu pravosudnog sistema nadležnosti. Primer ovoga je to što kad kompanija dodeli nove akcije, ona to mora učiniti na način na koji neće doći do neravnopravne raspodale među akcionarima bez njihove saglasnosti.

## Pravni kapital
Pravni kapital je koncept koji se koristi u Zakonu o privrednim društvima u Velikoj Britaniji, Zakonu o privrednim društvima u Evropskoj uniji, i mnogim drugim nadležnostima privrednog prava koji se odnose na zbir sredstava koja su akcionari dali kompaniji kada su im izdate akcije. Zakon često zahteva da se taj kapital održava i da se dividende ne isplaćuju onda kada kompanija ne pokazuje profit koji je iznad nivoa istorijski zabeleženog pravnog kapitala.
U Velikoj Britaniji kompanije sa ograničenom odgovornošću moraju imati pravni kapital minimum 50.000 funti. Takav uslov ne postoji za privatne kompanije.

## Drugi izvori
- Detailed breakdown iz Companies House